# روبي ويلسون
روبي ويلسون (بالإنجليزية: Ruby Wilson)‏ هي مغنية أمريكية، ولدت في 29 فبراير 1948 في فورت وورث في الولايات المتحدة، وتوفيت في 12 أغسطس 2016 في ممفيس في الولايات المتحدة.

## وصلات خارجية
- روبي ويلسون على موقع IMDb (الإنجليزية)
- روبي ويلسون على موقع ميوزك برينز (الإنجليزية)
- روبي ويلسون على موقع ديسكوغز (الإنجليزية)
- روبي ويلسون على موقع قاعدة بيانات الفيلم (الإنجليزية)